# William Froude
William Froude (28 de noviembre de 1810, Dartington, Devon, Inglaterra - 4 de mayo de 1879, en Simonstown, África del Sur) ingeniero hidráulico y arquitecto naval. Era hermano del historiador James Anthony Froude.
Froude fue el primero a establecer leyes confiables respecto a la resistencia que el agua ejerce al avance de los navíos, y a calcular su estabilidad. En la mecánica de fluidos un parámetro adimensional lleva su nombre: el número de Froude.